# Учіко

У́чіко (яп. 内子町, うちこちょう, МФА: [ut͡ɕiko t͡ɕoː]?) — містечко в Японії, в повіті Кіта префектури Ехіме. Розташоване в південно-західній частині префектури. Отримало статус містечка 1955 року. Площа становить 299,50 км². Станом на 1 липня 2012 року населення складало 17 546  осіб, густота населення — 58,6 осіб/км². Основою економіки є виготовлення японського воску і паперу.  

## Уродженці
- Ое Кендзабуро — японський письменник, лауреат Нобелівської премії з літератури.